# Petra Selg

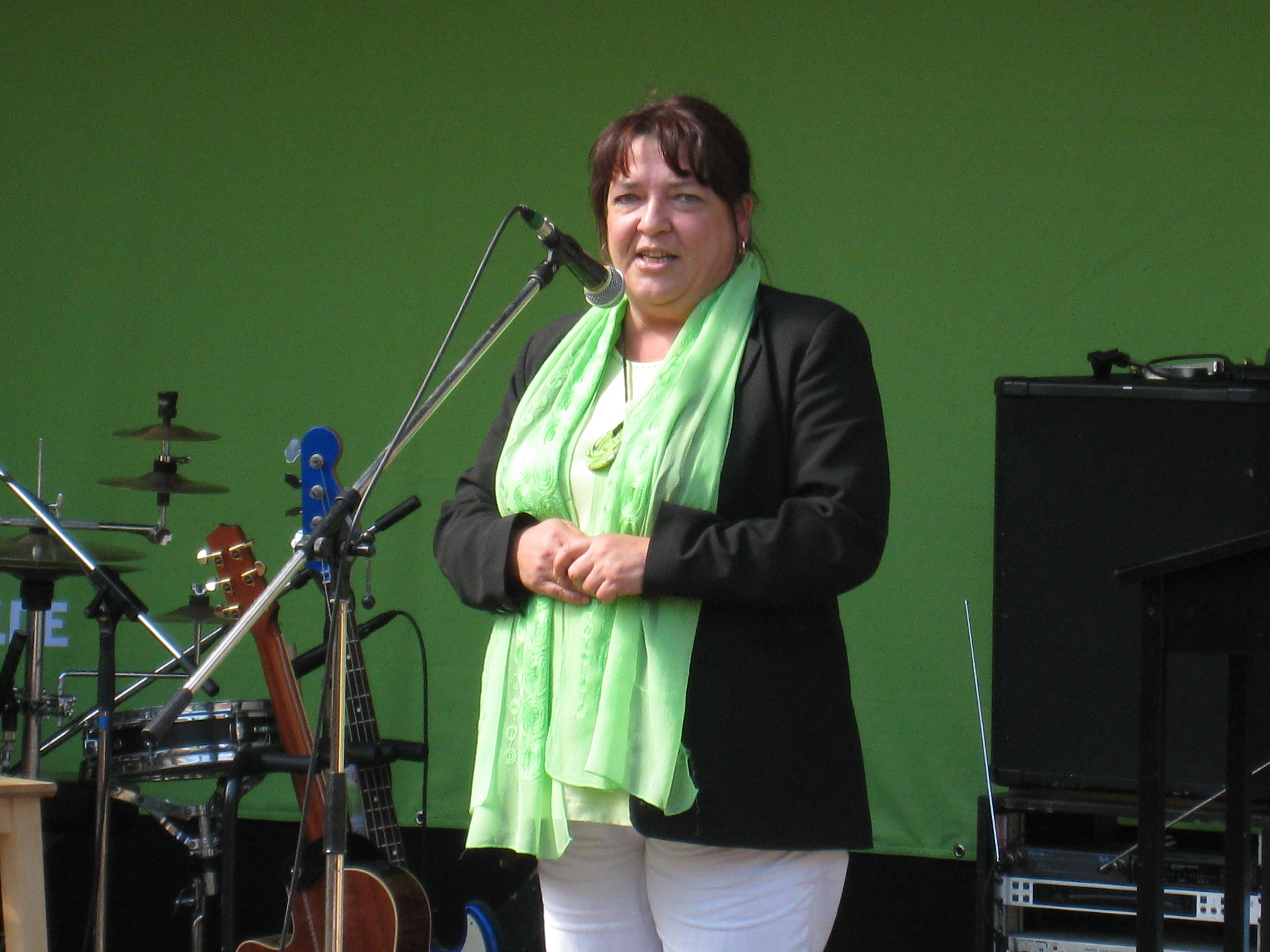
Petra Selg (2009)

Petra Selg (geb. Wagner; * 23. März 1961 in Rielasingen-Worblingen) ist eine deutsche Politikerin (Bündnis 90/Die Grünen). Von 2002 bis 2005 war sie Mitglied des Deutschen Bundestags sowie von 2005 bis 2009 Landesvorsitzende der Grünen in Baden-Württemberg.

## Privater Werdegang
Nach dem Abschluss der Realschule absolvierte Selg bis 1982 eine Ausbildung zur Krankenpflegerin am Zentrum für Psychiatrie Weissenau. Später war sie beim Spitalfonds Markdorf in der Altenpflege tätig und war dort von 1996 bis 2002 Personalratsvorsitzende.
Sie ist verheiratet und hat drei Kinder.

## Politik
1996 trat Selg den Grünen bei und wurde dort ab 1998 Mitglied des Ortsvorstands in Friedrichshafen und des Kreisvorstands im Bodenseekreis. 1999 wurde sie in den Gemeinderat von Friedrichshafen gewählt, dem sie bis 2002 angehörte. Ab 2001 gehörte sie zudem dem baden-württembergischen Landesvorstand der Grünen an.
Bei der Bundestagswahl 2002 kandidierte Petra Selg als Grünen-Kandidatin im Wahlkreis Ravensburg–Bodensee sowie auf Platz 7 der baden-württembergischen Landesliste ihrer Partei. Über die Landesliste gelang ihr daraufhin der Einzug in den Bundestag. Dort wurde sie ordentliches Mitglied im Ausschuss für Gesundheit und soziale Sicherung sowie stellvertretendes Mitglied im Haushaltsausschuss und im Ausschuss für Tourismus. Zudem fungierte sie als pflegepolitische Sprecherin ihrer Fraktion. Bei der folgenden Bundestagswahl 2005 trat sie erneut an, verpasste aber mit Listenplatz 9 den Wiedereinzug ins Parlament. Bei der Bundestagswahl 2009 kandidierte sie im neu gebildeten Bundestagswahlkreis Bodensee, konnte aber erneut nicht mehr in den Bundestag einziehen.
Im Dezember 2005 wurde Selg zur gleichberechtigten Vorsitzenden des Landesverbandes Baden-Württemberg von Bündnis 90/Die Grünen neben Andreas Braun gewählt. Ab November 2006 fungierte sie in der Doppelspitze zusammen mit Daniel Mouratidis. Auf dem Landesparteitag im November 2009 wurden beide abgewählt und stattdessen Silke Krebs und Christian Kühn zu ihren Nachfolgern gewählt.